# 公務員工會聯合會
香港公務員工會聯合會（英語：Hong Kong Federation of Civil Service Unions）, 在1984年成立, 是公務員首個以職工會登記局註冊的聯合會。透過本聯會與局方及有關部門的不同溝涌渠道，為同寅謀求福利和維護公務員的權益。

## 歷史
在1983年, 梁籌庭和林華煦共同籌組公務員工會聯合會。期間, 林華煦給予梁籌庭很大機會，安排黃偉雄出任主席，梁籌庭出任副主席，林華煦自己任執委。期間公務員工會聯合會安排梁籌庭到菲律賓學習工會知識，為期兩個星期。在菲律賓期間，不同種族、國籍的人互相平等對待，沒有職業歧視。培訓課程既有理論又有實際經驗，他學得工會理念，深入了解工會組織工作、運作方法，以及工會內的每位領導人、執委應該如何分工。一段時間後梁籌庭又去新加坡深造，學習深入的工會組織技巧，課程為期兩星期，確立了自己一套工會理念。
梁籌庭 現擔任公務員工會聯合會總幹事

## 公務員減薪
公務員減薪事件簿

## 香港工運縱橫
一往無前的梁籌庭